# Neodiadelia
Neodiadelia is een kevergeslacht uit de familie van de boktorren (Cerambycidae). De wetenschappelijke naam van het geslacht werd voor het eerst geldig gepubliceerd in 1956 door Breuning.

## Soorten
Neodiadelia omvat de volgende soorten:
- Neodiadelia capensis Breuning, 1956
- Neodiadelia minuta Breuning, 1956